# Crocodilo-de-focinho-delgado
O crocodilo-de-focinho-delgado (Mecistops cataphractus) é uma espécie africana de crocodilo comum no entorno da região do golfo da Guiné.